# Athena Itonias tempel
Athena Itonias tempel var ett tempel i byn Itonos i Thessalien, tillägnad Athena.  Det tillhörde de viktigare helgedomarna för Athena i det antika Grekland.  Det blev modertempel för Athena Itonias tempel i Koroneia i Boiotien, när beotierna flyttade dit från Thessalien.
Helgedomen låg i byn Itonos vid floden Kuralios på Krokiska slätten.  Templet hade stor prestige under den äldre antiken.  Under kriget mellan fokierna och thessalierna åkallade de senares generaler alltid Athena Itonia, liksom fokiernas general Phokas.
Beotierna ska ha sökt asyl i templet efter sitt nederlag under ett krig mot Sparta, något som respekterades av Agesilaos.  När beotierna sedan lämnade Thessalien och bosatte sig i Beotien (som då fick detta namn efter dem), förde de med sig dyrkan av Athena Itonia och grundade ett nytt tempel till henne med samma namn där.
Pyrrhus dedikerade en keltisk rustning till templet som tacksägelse för sin seger över Antigonos II Gonatas.